# Lego Chess
Lego Chess est un jeu vidéo d'échecs Lego sorti le 4 février 1998 sur Windows.

## Accueil
- PC Player (Allemagne) : 57 %[1]